# Silvia Pinal

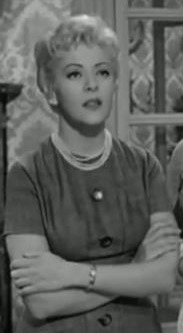
Silvia Pinal (1959)

Silvia Pinal Hidalgo (* 12. September 1931 in Guaymas; † 28. November 2024 in Mexiko-Stadt) war eine mexikanische Schauspielerin in Filmen, auf der Bühne und im Fernsehen. Sie gilt als eine der bedeutendsten Darstellerinnen ihres Heimatlandes.

## Leben
Pinal begann ihre Karriere als Schauspielerin Ende der 1940er-Jahre beim Film und arbeitete im folgenden Jahrzehnt mit bedeutenden Kollegen der damaligen Zeit zusammen. 1952 erhielt sie erstmals den mexikanischen Filmpreis Premio Ariel; ausschlaggebend war ihre Leistung in Un rincón cerca del cielo. 1957 und 1958 wurde sie erneut damit ausgezeichnet für die Filme Locura pasional und La dulce enemiga. Häufig drehte sie mit Regisseur Tullio Demicheli, der sie auch in spanischen Produktionen einsetzte; auch aus Italien erhielt sie Angebote.
Anfang der 1960er-Jahre begann Pinals Zusammenarbeit mit Luis Buñuel, in dessen Viridiana, Der Würgeengel und Simon in der Wüste sie wohl ihre international bekanntesten und bedeutendsten Rollen interpretierte. Bis zu ihrem Rückzug aus dem Kino im Jahr 1982 konnte sie keine ähnlichen Erfolge mehr verzeichnen; auch internationale Produktionen wie San Sebastian fanden künstlerisch keine solche Beachtung.
1968 debütierte sie in Telenovelas; Los caudillos war ihr erster Fernsehauftritt, dem zahlreiche weitere in Serien und Einzelfilmen folgten. Noch 2010 nahm sie an der Novela Soy tu dueña teil. Mitte der 1980er-Jahre trat sie auch als Produzentin solcher Programmformen in Erscheinung; 1983 und 2011 erhielt sie Preise für ihre darstellerischen Leistungen in Telenovelas. Pinal war bis zum Jahr 2021 als Schauspielerin tätig, zuletzt vor allem in Telenovelas.
Erst in den 1990er-Jahren spielte Pinal auf Bühnen; große Erfolge waren hierbei die Hauptrollen in der spanischen Version von Hello, Dolly! und Gypsy.
Auf der politischen Bühne fungierte Pinal zwischen 1991 und 1994 als Kongressabgeordnete für die Partido Revolucionario Institucional; anschließend wandte sie sich bis Oktober 1997 der politischen Arbeit des Bundesstaates México zu.
Pinal war viermal verheiratet; aus der ersten Ehe (1947 bis 1952 mit dem Schauspieler Rafael Banquells) entstammt eine Tochter, aus der zweiten (1961 bis 1967 mit Geschäftsmann und Filmproduzent Gustavo Alatriste) eine weitere. Die dritte Ehe (mit Sänger und Schauspieler Enrique Guzmán) hielt von 1967 bis 1976; ihr entstammen eine Tochter (Alejandra Guzmán) sowie ihr einziger Sohn. Schließlich war Pinal zum vierten Mal mit dem Politiker Tulio Hernández Gómez von 1982 bis 1995 verheiratet.
2008 wurde Pinal mit dem mexikanischen Ehrenfilmpreis Ariel de Oro für ihr Lebenswerk ausgezeichnet.
Sie starb im November 2024 im Alter von 93 Jahren in Mexiko-Stadt.

## Filmografie (Auswahl)
- 1949: El pecado de Laura
- 1952: Un rincón cerca del cielo
- 1956: Locura pasional
- 1956: Cap Horn – Felsen des Grauens (Cabo de Hornos)
- 1957: La dulce enemiga
- 1958: Der Rebell von Bella Vista (Una cita de amor)
- 1961: Adiós, Mimí Pompón
- 1961: Viridiana
- 1962: Der Würgeengel (El ángel exterminador)
- 1965: Simon in der Wüste (Simón del desierto)
- 1968: San Sebastian (La Bataille de San Sebastian)
- 1968: Los caudillos (Fernsehserie, 39 Folgen)
- 1969: Outsider (Shark!)
- 1973: ¿Quien? (Fernsehserie, 50 Folgen)
- 1981: Liebe ist… Gift (Carlota: Amor es… veneno)
- 1988–2006: Mujer, casos de la vida real (Fernsehserie, 671 Folgen)
- 2000–2001: Carita de ángel (Fernsehserie, 50 Folgen)
- 2007–2021: Una familia de diez (Fernsehserie, 4 Folgen)
- 2010: Soy tu dueña (Fernsehserie, 50 Folgen)
- 2011: Una familia con suerte (Fernsehserie, 143 Folgen)
- 2013: Tercera Llamada
- 2017–2019: Mi marido tiene familia (Fernsehserie, 251 Folgen)